# NGC 3704
NGC 3704 (другие обозначения — MCG -2-29-37, NPM1G -11.0300, PGC 35435) — эллиптическая галактика (E) в созвездии Чаши. Открыта Вильгельмом Темпелем в 1886 году.

## Описание
Астрономический объект NGC 3704 представляет собой эллиптическую галактику, расположенную в созвездии Чаши на расстоянии примерно в 240 млн с. л. (58,88 Мпк) от Млечного Пути.
Пара NGC 3704 и NGC 3707 была обнаружена Эйнсли Коммоном примерно в 1880 году. Его положение для пары является лишь приблизительным, но его описание ясно указывает на туманности со звездой, симметрично расположенной между ними.
NGC 3704 как более яркий объект из пары был замечен 23 февраля 1878 года Вильгельмом Темпелем, который опубликовал микрометрически измеренное положение NGC 3704 в своей пятой статье о туманностях.
Этот объект входит в число перечисленных в оригинальной редакции «Нового общего каталога». Дрейер использовал в каталоге координаты Темпеля, но обнаружил, что у Темпеля координаты более тусклого объекта из пары, NGC 3707, были ошибочны, хотя описание совпадает с описанием Коммона.

### Данные наблюдения
По морфологической классификации галактик NGC 3704 относится к типу Е1. Видимая звёздная величина составляет 12,9 м, а фотографическая звёздная величина в интервале от минимальной до максимальной частоты — 13,9 м, а поверхностная яркость — 13,8 м/лм2. Видимый размер NGC 3704 составляет 1,6' x 1,4'. Космологическое красное смещение составляет z = +0,017752 ± 0,000203. Радиальная скорость — 5308 км/с.

### Астрономические наблюдения
Объект эпохи J2000.0. Позиционный угол объекта составляет 150°. Прямое восхождение 11ч 30м 04,6с, склонение −11° 32′ 45″.